# DKW F89
DKW Meisterklasse (англійською мовою: «Master Class»), також відомий як DKW F89 — компактний передньопривідний седан, що випускався Auto Union GmbH між 1950 і 1954 роками. Це був перший легковий автомобіль, виготовлений новою компанією Auto Union у Західній Німеччині після відновлення бізнесу в ФРН в 1949 році.
До кінця виробництва у квітні 1954 року було виготовлено 59.475 седанів і 6 415 універсалів. Karmann в Оснабрюку виготовив 5010 чотиримісних кабріолетів, Hebmüller у Wülfrath невелику кількість двомісних кабріолетів і купе.